# Cantonul Pau-Nord
Cantonul Pau-Nord este un canton din arondismentul Pau, departamentul Pyrénées-Atlantiques, regiunea Aquitania, Franța.